# Harrbäckstjärnen, Västerbotten
Harrbäckstjärnen är en sjö i Skellefteå kommun i Västerbotten och ingår i Jävreån-Åbyälvens kustområde. Sjöns area är 0,036 kvadratkilometer och den är belägen 20 meter över havet.